# Kilstett
Kilstett (Duits: Kilstedt) is een gemeente in het Franse departement Bas-Rhin (regio Grand Est). De gemeente behoort tot het kanton Brumath en het arrondissement Haguenau-Wissembourg. Kilstett telde op 1 januari 2022 2.548 inwoners.

## Geografie
De oppervlakte van Kilstett bedroeg op 1 januari 2022 6,9 vierkante kilometer; de bevolkingsdichtheid was toen 369,3 inwoners per km².

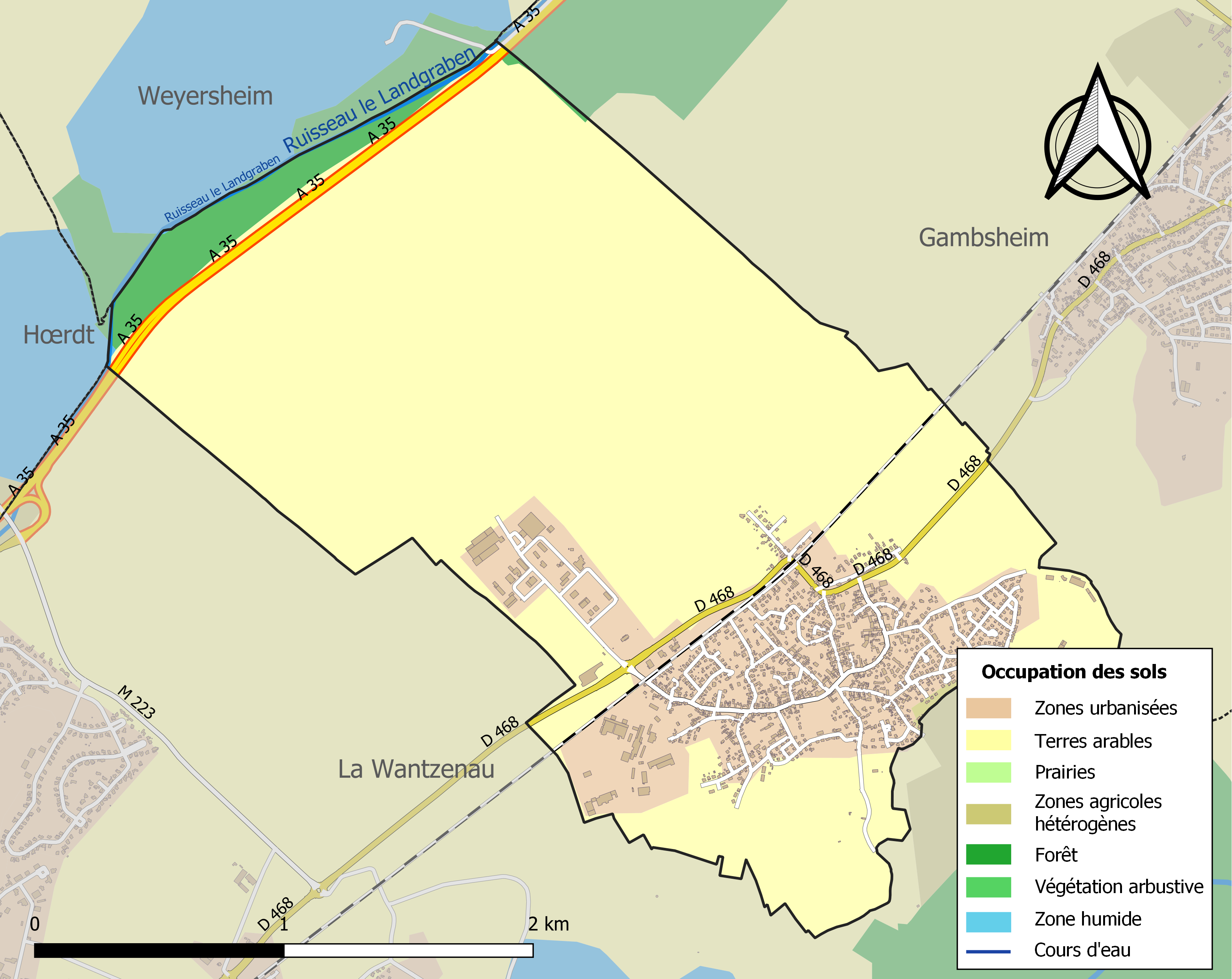
Kaart van de gemeente met de belangrijkste infrastructuur, bodemgebruik en omliggende gemeenten

## Demografie
Onderstaande figuur toont het verloop van het inwonertal (bron: INSEE-tellingen).